# أدلة ووثائق للهولوكوست
الهولوكوست –أي قتل نحو ستة ملايين يهودي على يد ألمانيا النازية من عام 1941 حتى عام 1945– هي أكثر إبادة جماعية موثقة في التاريخ. رغم عدم وجود وثيقة واحدة تسرد جميع ضحايا الاضطهاد النازي من اليهود، هناك أدلة قاطعة على مقتل نحو ستة ملايين شخص. هناك أيضًا دليل قاطع على تعرض اليهود للغاز السام في أوشفيتز بيركينو، وهي معسكرات الإبادة في عملية رينهارد، وفي شاحنات الغاز، وأنه كانت هناك خطة ممنهجة من قبل القيادة النازية لقتلهم.
تأتي الأدلة على الهولوكوست في أربعة أنواع رئيسية:
- وثائق معاصرة، تشمل مجموعة متنوعة من «الرسائل والمذكرات والمخططات والأوامر والفواتير والخطابات»،[6] وجداول قطارات الهولوكوست،[4] والملخصات الإحصائية الصادرة عن منظمة شوتزشتافل،[1] بالإضافة إلى الصور الرسمية والصور السرية التي التقطها الناجون، والصور الجوية، ولقطات مصورة على فيلم عن تحرير المعسكرات.[6][7] جُمعت أكثر من 3000 طن من السجلات لمحاكمات نورنبيرغ.[8]
- شهادات لاحقة من عشرات الآلاف من شهود العيان، مثل الناجين بما في ذلك وحدات زوندركوماندوس الذين شهدوا عملية الإبادة بشكل مباشر، والجناة مثل القادة النازيين وحراس وقادة منظمة شوتزشتافل والمدنيين المحليين.[6][9] لم ينكر أي من الجناة الذين حوكموا حقيقة القتل المنهجي.[10]
- أدلة مادية مثل معسكرات الاعتقال والإبادة، والتي ما تزال موجودة مع كميات مختلفة من البنى الأصلية المحفوظة،[8][11] وآلاف المقابر الجماعية التي تحتوي على جثث ضحايا الهولوكوست.[12][13]
- أدلة ظرفية: في الحرب العالمية الثانية، انخفض عدد اليهود في أوروبا التي تحتلها ألمانيا بنحو ستة ملايين.[6][14] رُحل نحو 2.7 مليون يهودي إلى معسكرات أوشفيتز بيركينو ومعسكر الإبادة خيلمنو ومعسكرات عملية رينهارد، ولم يرهم أو يسمع عنهم أحد منذ ذلك الحين.[4][15]

حاول الجناة عدم تقديم أدلة واضحة وحاولوا إتلاف الأدلة الوثائقية والمادية لجرائمهم قبل هزيمة ألمانيا. رغم ذلك، حُفظت الكثير من الأدلة وجمعت من قبل المحققين الحلفاء أثناء الحرب وبعدها. إجمالًا، تدحض الأدلة حجج ناكري الهولوكوست الذين يدعون أن الهولوكوست لم تحدث كما هو موصوف في الدراسات التاريخية.

## Holocaust massacre

### massacre The Holocaust
يشير المؤرخون، بمن فيهم إيان كيرشو وراؤول هيلبرغ ومارتن بروزات، إلى عدم وجود وثيقة تظهر أن هتلر أمر بتنفيذ الهولوكوست. رغم ذلك، هناك أدلة أخرى توضح أن هتلر كان على علم بالإبادة الجماعية وهو من أمر بها. بالإضافة إلى ذلك، تشير تصريحات أدولف أيخمان ويوزف غوبلز وهاينريش هيملر إلى أن هتلر دبر الهولوكوست وأن تصريحات هتلر نفسه تكشف عن نواياه في الإبادة الجماعية تجاه اليهود.

### النظام والمسؤولية
في مسودة مذكرة داخلية بتاريخ 18 سبتمبر عام 1942، كتب زعيم الرايخ إس إس، هاينريش هيملر، أنه «من حيث المبدأ، لم يعد الفورر (القائد) مثقلًا بهذه الأمور»؛ تلخص المذكرة رؤية هيملر، بما في ذلك «تسليم العناصر المعادية للمجتمع وتنفيذ أحكامهم بالعمل حتى الموت إلى زعيم الرايخ إس إس. كان كل من اليهود والغجر والروس والأوكرانيين والبولنديين قيد الاعتقال الوقائي مع أحكام بالسجن تتجاوز 3 سنوات، حكم على التشيكيين والألمان بأكثر من 8 سنوات وفقًا لحكم وزير العدل. أولاً وقبل كل شيء، سيتم تسليم أسوأ العناصر المعادية للمجتمع من بين أولئك الذين ذُكروا للتو؛ سأبلغ الفورر بهذا عن طريق الرايخ سليتر (الزعيم الوطني) بورمان».
رغم ذلك، وعلى النقيض من برنامج أكتيون تي4، لم يعثر على أي وثيقة مكتوبة أو موقعة من قبل هتلر تأمر بالهولوكوست. زعم المنكرون أن الافتقار لهذا الأمر يظهر أن الإبادة الجماعية لم تكن سياسة نازية.
خلال دعوى التشهير الفاشلة التي شنها ديفيد إيرفينغ ضد ديبوراه ليبستادت، أشار إلى أن الوثيقة التي وقعها هتلر آمرًا بـ«الحل النهائي» ستكون الدليل الوحيد المقنع على تورط هتلر. رغم ذلك، كان مقتنعًا بتحميل ونستون تشرشل مسؤولية أمر اغتيال الجنرال سيكورسكي، رغم عدم وجود أدلة وثائقية لدعم ادعائه. خلص القاضي غراي إلى وجود معيار مزدوج لهذا الشأن.
وثق المؤرخون الأدلة القائلة أنه عندما أصبحت هزيمة ألمانيا وشيكة وأدرك القادة النازيون أنه من المرجح أن يُقبض عليهم ويُقدموا للمحاكمة، بُذل جهد كبير لتدمير جميع الأدلة على الإبادة الجماعية. في ربيع عام 1942، أمر هاينريش هيملر بإزالة جميع آثار اليهود الروس المقتولين وأسرى الحرب من الأراضي المحتلة في الاتحاد السوفيتي. من إحدى الأمثلة العديدة، حُفرت قبور 25000 جثة معظمهم من اليهود اللاتفيين الذين أطلق فريدريش جيكلن والجنود تحت قيادته النار عليهم في رمبولا (بالقرب من ريغا) في أواخر عام 1941، وأٌحرقت هذه الجثث في عام 1943.
في منتصف عام 1942، أمر أوبر غروبن فوهرر إس إس، راينهارد هايدريش، عن طريق غروبن فوهرر إس إس ورئيس غيستابو هاينرش مولر، شتاندارتن فوهرر إس إس باول بلوبل في زوندركوماندوس 1005 بإزالة جميع آثار عمليات الإعدام الجماعية في الشرق التي نفذتها وحدات أينزاتسغروبن. بعد أن نفذ بلوبر وموظفوه عملية حرق خاصة، تبع ذلك تدمير الأدلة في معسكرات بيلزك وسوبيبور في أواخر عام 1942. في فبراير عام 1943، زار هاينريش هيملر معسكر تريبلينكا شخصيًا وأمر القادة بتدمير السجلات ومحارق الجثث وغيرها من علامات الإبادة الجماعية.

في خطابات بوزن في أكتوبر عام 1943، أشار هيملر بوضوح إلى إبادة يهود أوروبا وذكر أن الإبادة الجماعية يجب أن تبقى سرية بشكل دائم. في 4 أكتوبر قال:
أود أن أشير هنا بشكل خاص إلى قضية صعبة للغاية. يمكننا الآن التحدث بصراحة عن الأمر فيما بيننا، ومع ذلك لن نناقشه علنًا أبدًا. مثلما لم نتردد في 30 يونيو عام 1934، في أداء واجبنا كما أمرنا ووضعنا رفاقنا الذين فشلوا في موقف صعب وأعدمناهم، لم نتحدث عنه ولن نتحدث عنه أبدًا. دعونا نشكر الله أنه ولد في داخلنا طاقة كافية لألا نتحدث عنه فيما بيننا، ولم نفعل قط. شعر كل واحد منا بالرعب، ومع ذلك فهم بوضوح أننا سنعيد الكرة في المرة القادمة، عندما يصدر الأمر وعندما يصبح ذلك ضروريًا. أنا أشير إلى إخلاء اليهود، إلى إبادة الشعب اليهودي.
يقول المؤرخ بيتر لونجيريتش إن هتلر «تجنب إعطاء أمر كتابي واضح بإبادة المدنيين اليهود». أثير احتجاج واسع النطاق عندما انتشر تصريح هتلر ببرنامج أكتيون تي4 بين عامة الشعب الألماني، واضطر إلى إيقافه نتيجةً لذلك (استمر رغم ذلك بشكل سري). جعل هذا هتلر يدرك أن مثل هذه التعهدات يجب أن تحدث سراً لتجنب النقد. ويشير النقاد أيضًا إلى أنه إذا وقع هتلر على مثل هذا الأمر في المقام الأول، لكان من أولى الوثائق التي ستخضع للتلف.
كتب فيليكس كيرستن في مذكراته أنه بعد مناقشة مع هيملر، كشف زعيم الرايخ إس إس أن إبادة اليهود كانت أمرًا صريحًا لهتلر وفوض إليه بالفعل من قبل الفوهرر.